# Endre Kabos
Dans le nom hongrois Kabos Endre, le nom de famille précède le prénom, mais cet article utilise l’ordre habituel en français Endre Kabos, où le prénom précède le nom.
Endre Kabos (5 novembre 1906 à Nagyvárad - 4 novembre 1944 à Budapest) est un escrimeur hongrois pratiquant le sabre.
Il trouve la mort dans l'explosion du Pont Marguerite à Budapest.

## Palmarès
- Jeux olympiques d'été
  -  Médaille de bronze au sabre individuel en 1932
  -  Médaille d'or au sabre par équipe en 1932
  -  Médaille d'or au sabre individuel en 1936
  -  Médaille d'or au sabre par équipe en 1936
- Championnats du monde
  -  Médaille d'or au sabre par équipe en 1931 et 1935
  -  Médaille d'or au sabre par équipe et en individuel en 1933 et 1934